# ESS
European Spallation Source (ESS) — строящийся международный ускорительный комплекс, самый интенсивный в мире импульсный источник нейтронов. Установка сооружается близ города Лунд, Швеция, силами 23 европейских организаций из 13 стран: Великобритания, Венгрия, Германия, Дания, Испания, Италия, Норвегия, Польша, Франция, Швейцария, Швеция, Чехия, Эстония.

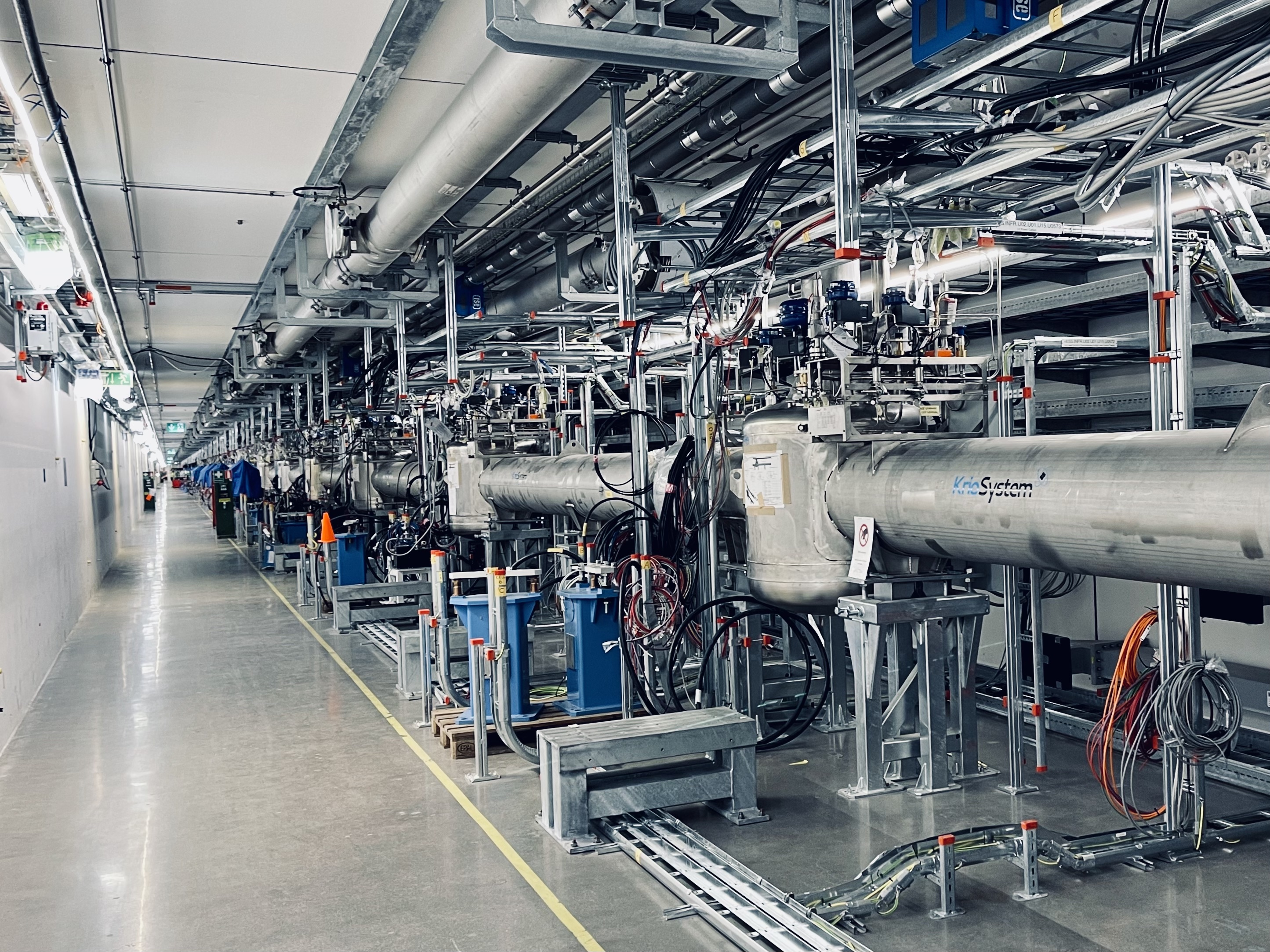
Сверхпроводящий ускоритель

## Ускорительный комплекс
Поток нейтронов возникает в результате реакции скалывания при сбросе пучка протонов высокой энергии на мишень из материала с тяжёлым ядром: протон выбивает из ядра отдельные нуклоны, оставляя ядро в нестабильном и возбуждённом состоянии. Ядро излучает протоны, нейтроны, альфа-частицы с характерными «ядерными энергиями» ~ 2 МэВ, за пределы мишени выходят лишь не имеющие электрического заряда нейтроны. Высокоэнергетичные нуклоны, выбитые первичным протоном, продолжают каскадную реакцию скалывания с пониженной энергией.

### Ускоритель
Комплекс представляет собой каскад ускорителей, в совокупности ускоряющий пучок протонов до 2 ГэВ, при этом средняя мощность в пучке должна составить 5 МВт. Ввиду дороговизны проекта было принято решение на первом этапе снизить мощность до 2 МВт за счёт снижения энергии до 0.8 МэВ. При этом мишенный узел сооружается на полную проектную мощность. В общей сложности ускоритель включает в себя 155 ускоряющих резонаторов и 353 магнита, задающих прохождение и фокусировку пучка. Каскад ускорения можно разбить на следующие части.

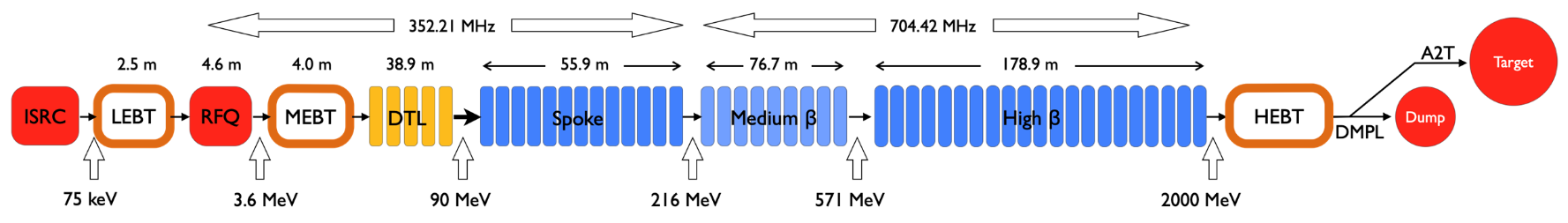
Общая схема ускорительного комплекса

- ISrc (ESS Ion Source) — ионный источник с магнетронным разрядом, из которого вытягивается пучок протонов с энергией 75 кэВ[4].
- LEBT (Low Energy Beam Transfer) — транспорт пучка низкой энергии к первой секции ускорителя, сочетающий фокусирующие магниты и элементы диагностики пучка.
- RFQ (Radio-Frequency Quadrupole) — ускоритель RFQ, формирующий непрерывный пучок источника в сгустки, и ускоряющий их до энергии 3.6 МэВ, работающий на частоте 352.21 МГц[5].
- MEBT (Medium Energy Beam Transport) — участок транспортировки пучка к следующей секции ускорения
- DTL (Drift Tubes Linac) — нормальнопроводящий линейный ускоритель с трубками дрейфа до энергии 90 МэВ, длиной почти 40 м. Рабочая частота 352.21 МГц.
- Spoke SRF — первая ступень сверхпроводящего линака, состоящего из 26 спицевых резонаторов, для слаборелятивисткого пучка протонов (до энергии 216 МэВ), работающих на той же частоте 352.21 МГц[6].
- Elliptical SRF — вторая и третья ступень ускорения (36 + 84 сверхпроводящих резонатора), до полной энергии 2 ГэВ. Работает на удвоенной частоте 704.41 МГц.
- HEBT (High Energy Beam Transport) — канал транспортировки пучка к мишени[7].

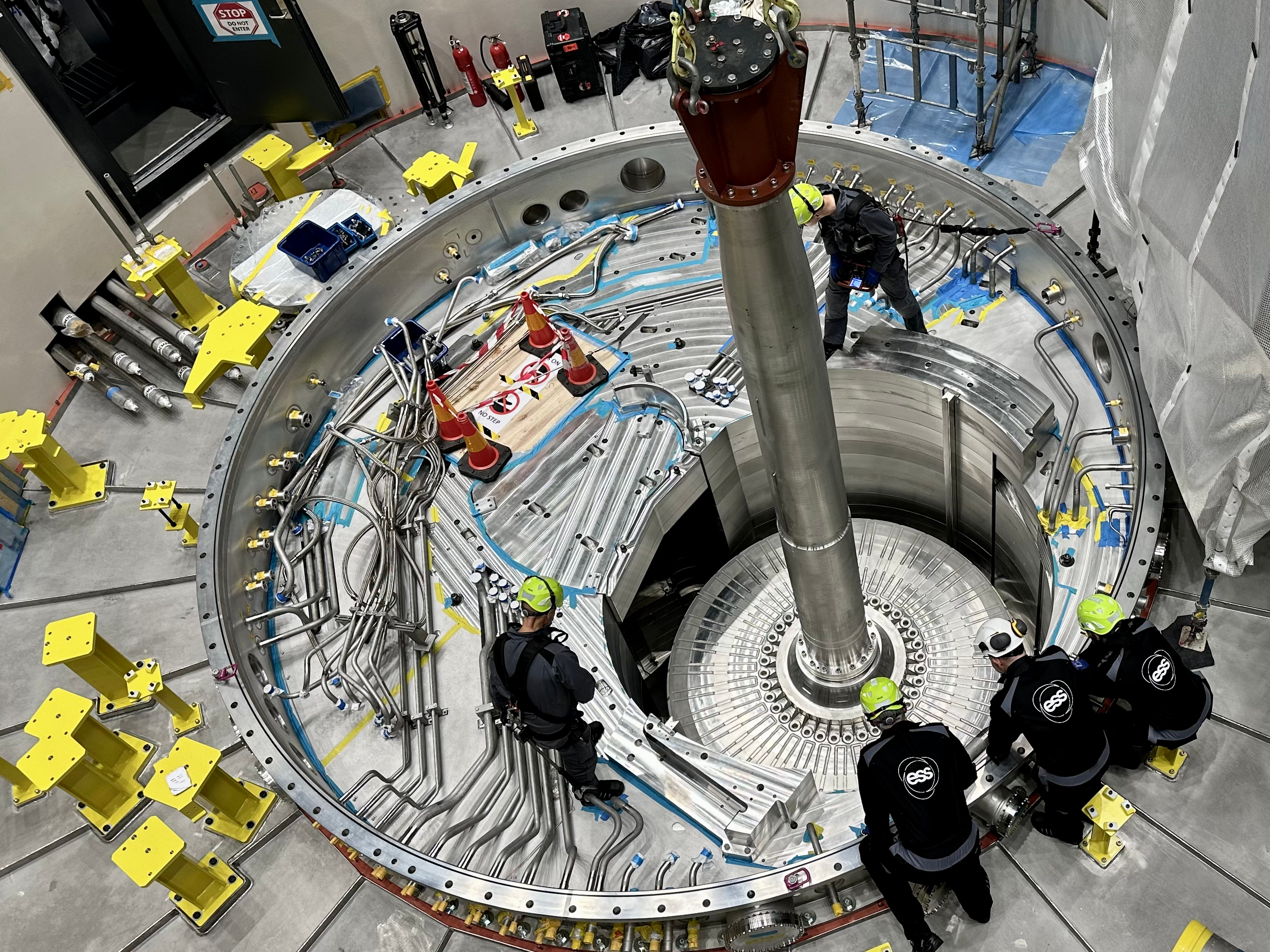
Сборка мишенного узла

### Мишень
Пучок несёт в себе огромную мощность (5 МВт), имея диаметр всего около 2 мм. Чтобы принять эту беспрецедентную мощность разработан мишенный комплекс, представляющий собой сложное инженерное сооружение, работающее в тяжёлых радиацонных условиях. Здание мишенного узла имеет размеры 22×130 метров и высоту 37 м. Мишень представляет собой колесо диаметром 2.6 м, в котором размещено 6840 блоков вольфрама общей массой 3 тонны. Колесо закреплено на конце 5 м вала, чтобы вынести вращающий его двигатель и другие требующие обслуживания узлы из радиационно-опасной зоны. Колесо разбито на 36 секторов и вращается с частотой 14Гц/36 = 0.39 Гц синхронно с приходом импульсов пучка, таким образом, чтоб каждый следующий импульс попадал в следующий сектор. Выделяемая в мишени мощность снимается продуваемым под давлением 11 атмосфер между блоками вольфрама гелием. Гелий циркулирует в замкнутом контуре, поскольку в него выделяется значительное количество радиоактивного трития, образуемого под воздействием облучения и при разогреве вольфрамовых блоков до 1000°C.
Весь мишенный блок, а также нейтронные модераторы и рефлекторы и диагностическая аппаратура заключены в так называемый "монолит", заполненный 3000 тоннами железа для радиационной защиты. Пучок протонов попадает к мишени, выпускаясь через алюминиевое "окно".

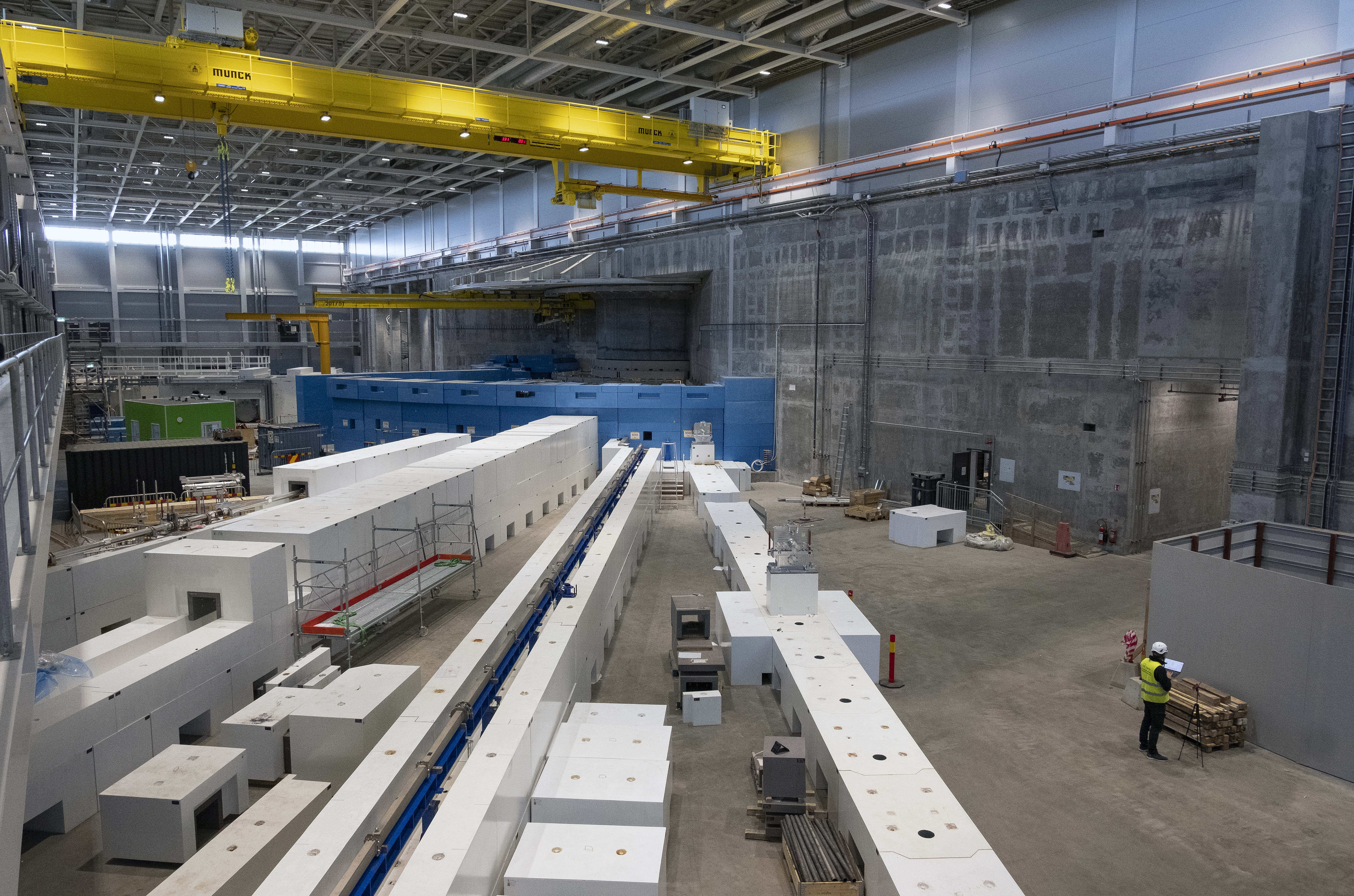
Строящиеся выводы нейтронных пучков от мишени на экспериментальные станции BEER, NMX, CSPEC и BIFROST, май 2023

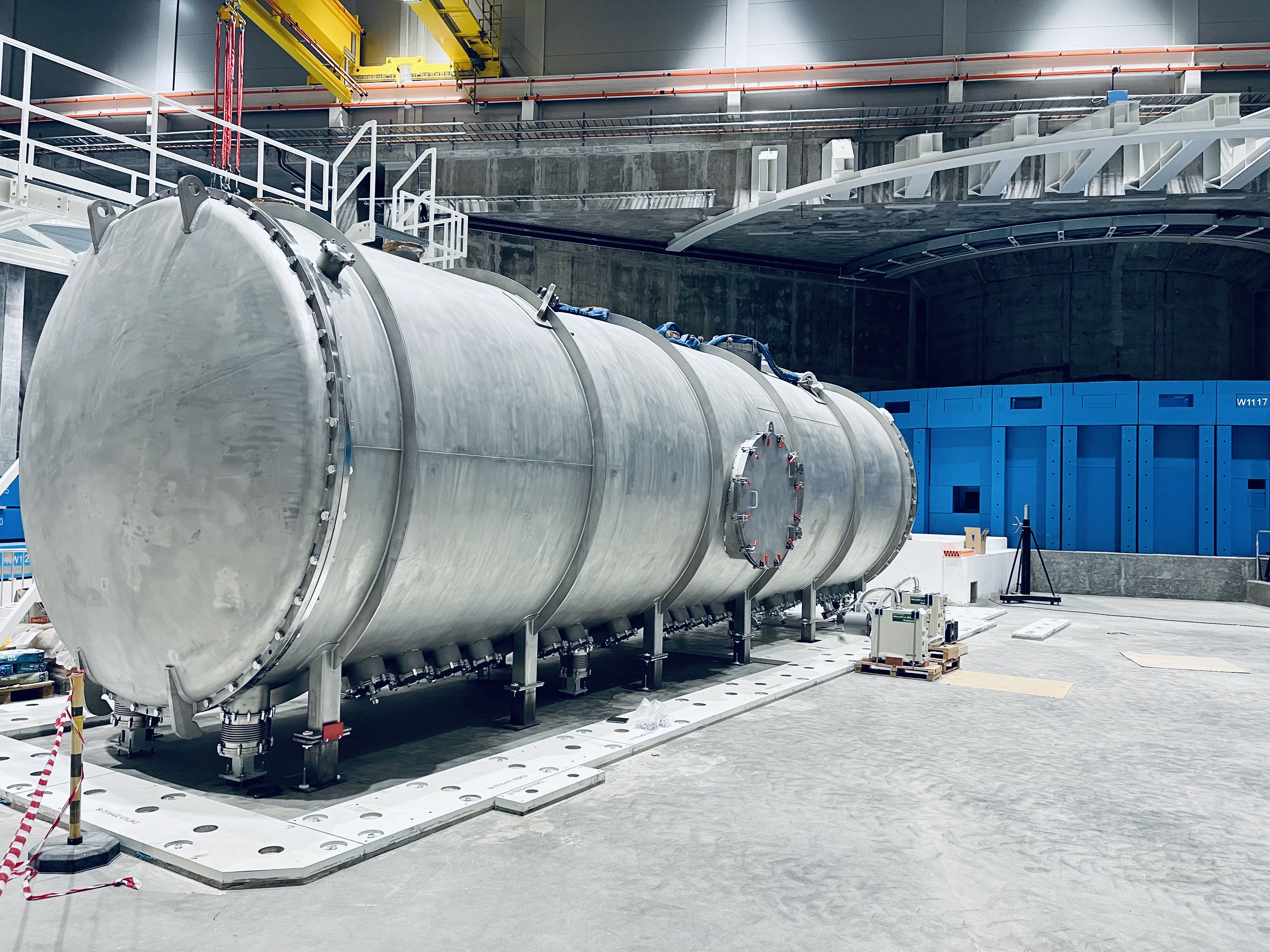
Экспериментальная установка LoKI

## Экспериментальные станции
На первом этапе сооружается 15 пользовательских станций
- ODIN (Imaging)
- SKADI (General purpose SANS)
- LoKI (Broadband SANS)
- FREIA (Horizontal reflectometer)
- ESTIA (Vertical reflectometer)
- HEIMDAL (Powder diffractometer)
- DREAM (Powder diffractometer)
- BEER (Engineering diffractometer)
- MAGiC (Magnetism diffractometer)
- NMX (Macromolecular diffractometer)
- CSPEC (Cold chopper spectrometer)
- T-REX (Thermal chopper spectrometer)
- BIFROST (Crystal analyser spectrometer)
- VESPA (Vibrational spectrometer)
- MIRACLES (Backscattering spectrometer)

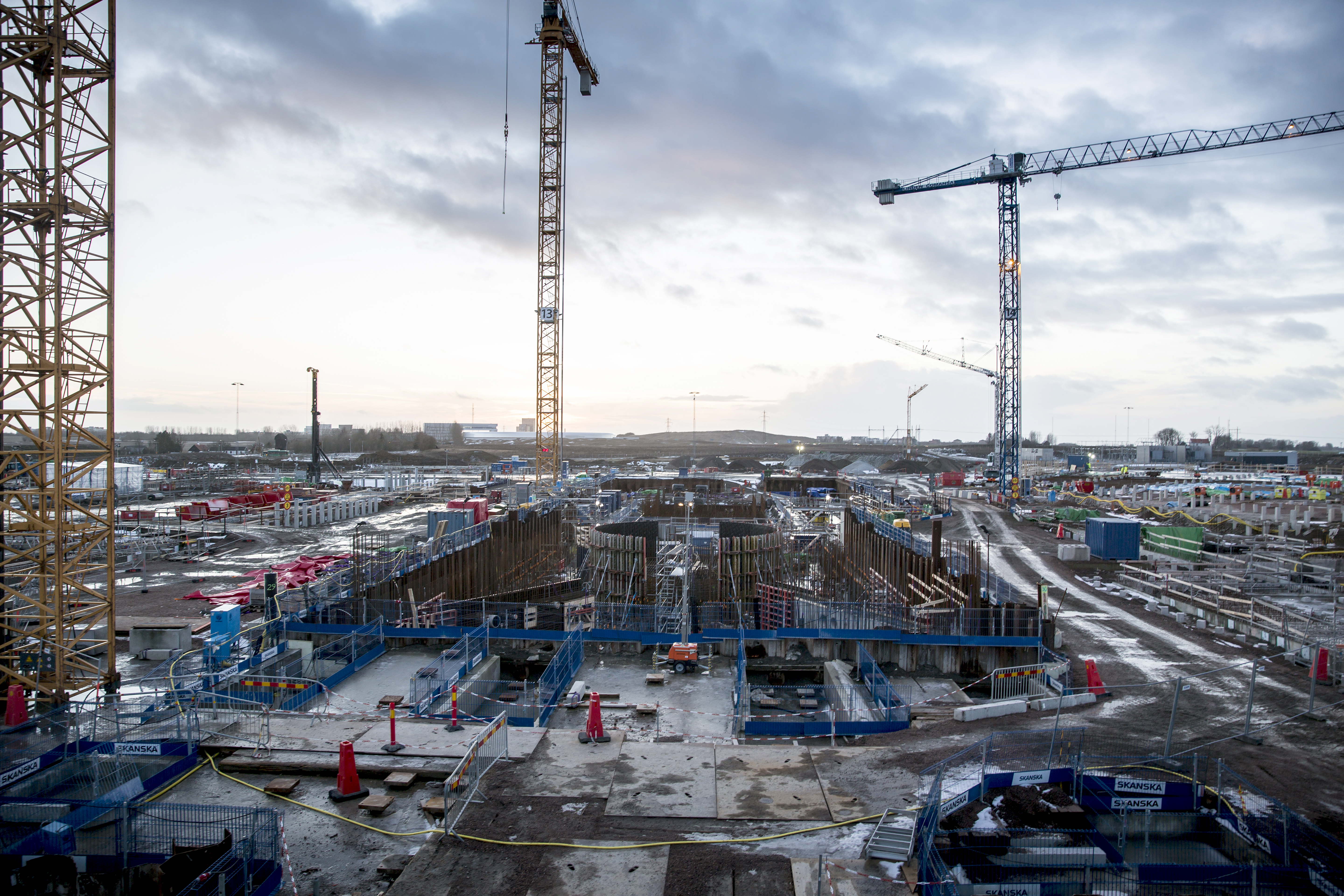
Стройка здания мишенного узла, 2017 год

## История
В 1999 году Организация экономического сотрудничества и развития объявила, что на смену действующим установкам, таким как ISIS, должны быть построены нейтронные источники нового поколения в Северной Америке, Азии и Европе. В США и Японии было развёрнуто строительство центров SNS и J-PARC, а в Европе согласование затянулось. Место строительства было утверждено лишь в 2009 году, само строительство комплекса началось в 2014 году. Планировалось получить первые протоны на мишени с энергией 570 МэВ и первые нейтроны в 2019 году, а первые эксперименты на пользовательских станциях начать в 2023 году.
Первый пучок из ионного источника был получен в 2018 году. В 2022 году пучок протонов был ускорен в нормальнопроводящей части линака. В мае 2025 года пучок был ускорен до энергии 800 МэВ (проектная энергия первого этапа) и прошёл весь путь до поглотителя.